# Захист приватної власності в Стародавньому Римі

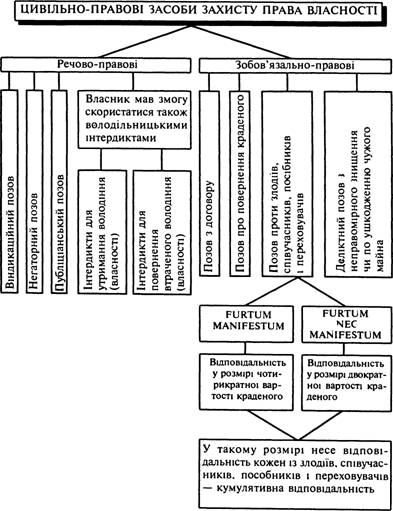
Цивільно-правові засоби захисту приватної власності

Практично вся могутність держави, в тому числі і правова, спрямована передусім на захист, збереження економічної основи свого існування — власності. Способи захисту права власності в римському праві змінювалися згідно з тими видами власності, що виникли впродовж розвитку Римської держави і були дуже різноманітними за своїми джерелами регулювання. Власність захищалася різними правовими засобами - в залежності від наявності чи відсутності у власника речі та від типу самої речі. В окремих випадках для захисту права власності пред'являлися особисті позови, що мають зобов'язальний характер, та інтердикти.

## Види позовів[2]

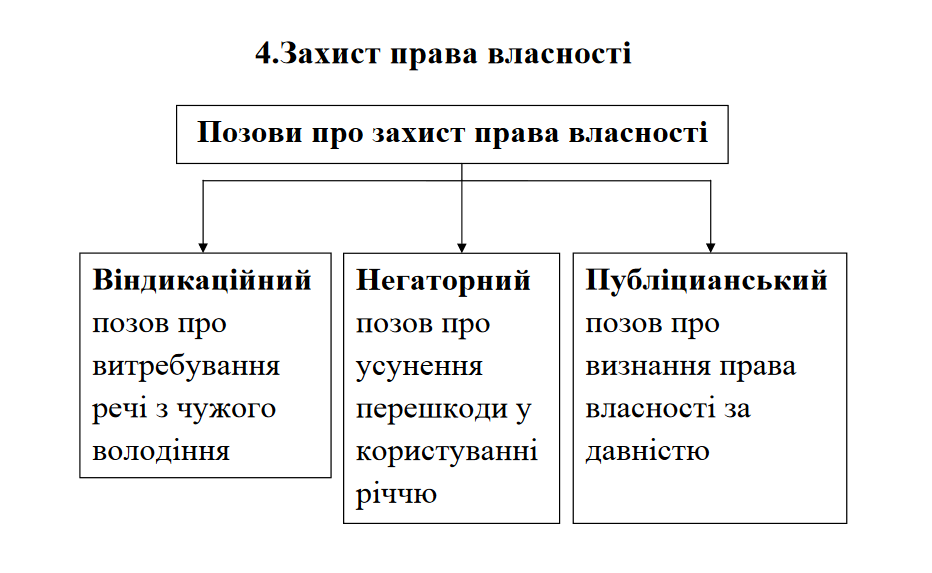
Захист права власності

Захист права власності здійснювався речовими позовами, які діють проти будь-якого порушника. До них відносили:
- Віндикаційний позов (actio rei vindicatio)
- Негаторний позов (actio negatoria)
- Прогібіторний позов (actio prohibitoria)
- Публіціанів (Публіціанський) позов (action publiciana)

### Віндикаційний позов
Віндикаційний позов (rei vindicatio) це позов неволодіючого власника до неправомірно володіючого невласника про витребування речі з чужого незаконного володіння. Віндикаційний позов було пред'являтися захисту провінційної чи бонітарної (преторської) власності. Цей позов існував як у легісакційному, формулярному, так і в екстраординарному процесі і подавався з метою повернення речі її законному власнику або отримання грошової компенсації за річ. Позивачем у віндикаційному позові виступав власник речі, а відповідачем могла бути будь-яка особа, у якої річ перебувала у володінні на момент подання позову. Існували дві категорії відповідачів:
- реальний власник (який дійсно має річ у володінні);
- «уявний» власник (який навмисне продав річ, щоб у момент розбору позову не володіти нею).

Щодо відповідальності сумлінних та несумлінних власників:
Сумлінний власник:
1. Відповідає за стан речі з моменту подання позову;
2. Не відшкодовує плоди та прирощення;
3. Власник відшкодовує власнику всі необхідні чи корисні витрати, пов'язані з річчю (витрати на зберігання, ремонту та ін.);

Несумлінний власник: 
1. Несе повну відповідальність за загибель речі до подання позову навіть за легкої недбалості;
2. Несе повну відповідальність за загибель речі після подання позову навіть у разі відсутності провини чи недбалості;
3. Зобов'язаний відшкодувати вартість плодів у період, минулий до подання позову, з припущення його оптимальної дбайливості;
4. Зобов'язаний відшкодувати вартість плодів за період, що пройшов після подання позову, виходячи з припущення оптимальної турботливості за можливостей реального власника;
5. Зобов'язаний самостійно оплачувати витрати, пов'язані із збереженням майна.

За бажанням позивача він міг отримати від відповідача грошову компенсацію за річ (ніби продаж речі). Вартість речі оцінювалася власником самостійно під присягою. Отже, віндикаційний позов мав суворо речовий характер, тобто завжди був спрямований на повернення речі, а не на її еквівалента.

### Негаторний позов
Негаторний позов — застосовувався для усунення перешкод, що заважали власнику нормально здійснювати своє право власності. Позивачем був власник речі, якому хтось перешкоджав у який-небудь спосіб здійснювати право власності (наприклад, ходіння або проїзд по земельній ділянці без правової на те підстави). Як правило, відповідачем за негаторний позов був той, хто претендував на користування в якомусь відношенні чужою річчю. Звідси й назва позову — actio negatona, тобто позов про заперечення. Водночас відповідачем за негаторним позовом міг бути той, хто в будь-який спосіб заважав власнику здійснювати своє право. Відповідальність за цим позовом зводилась до обов’язку порушника припинити неправомірні дії. Якщо позов задовольнявся, то відповідач повинен був відшкодувати позивачеві завдані збитки.

### Прогібіторний позов
Прогібіторний позов за своїм змістом схожий з негаторним. Прогібіторний позов пред'являвся, коли треті особи, не порушуючи права власності, своєю поведінкою створювали перешкоди щодо його використання. До різновидів прогібіторних позовів, які були відомі ще із Законів ХІІ таблиць, слід віднести позови щодо захисту нерухомої власності (майна) у відносинах сусідства. Наприклад - про вдосконалення кордону земельних ділянок, що межують одна з одною (actio finium regundorum), у разі непорозуміння чи незгоди щодо розташування межових знаків та належності відповідних земельних ділянок на їх кордонах; про затримку дощової води (actio aguae pluviae arcendae) у разі зміни природного режиму стоку води або штучного позбавлення води; про збирання плодів (interdictum de glande legenda) - якщо власник земельної ділянки забороняв своєму сусідові заходити на його територію, щоб збирати свої плоди; про гарантію на випадок загрозливої шкоди (cautio damni infecti) у разі, якщо одна з двох розташованих по сусідству будівель внаслідок природних або залежать від людини причин опинялася у загрозливому стані, – надання сусідом обіцянки відшкодувати шкоду, яка може бути спричинена об'єктами права власності; про обрізання дерев (interdictum de arboribus caedendis) у тому випадку, якщо претор давав розпорядження власнику нерухомості особисто обрізати гілки дерев, що схилялися над сусідньою ділянкою.

### Публіціанський позов
Публіціанський позов (actio Publiciana), також названий фіктивним позовом (actio fictia), був імовірно введений претором Публіцієм в 67 р. до н. е. Цей позов використовувався для захисту бонітарного (преторського) власника та особи, яка придбала власність від невласника, не знаючи про це. За допомогою позову з фікцією міг захистити свої права сумлінний власник речі, який мав усі права на річ, але володів річчю менше 10 років (тобто менше терміну набувальної давності). Фікція полягала в тому, що претор наказував судді припустити, що термін давності вже минув, і власник речі став її власником. Позов з фікцією застосовувався тільки до речей, придатних до давнього володіння (не міг застосовуватися до викраденої речі чи речі, відібраної насильно). Власність могла також захищатися індивідуальними позовами власника до порушника його прав.

## Користування земельними наділами
Земельні наділи, що передавалися у володіння окремій сім’ї, природно, не могли бути рівноцінними. Один наділ, наприклад, мав водоймище або пасовище, а інший — був позбавлений їх, що істотно знижувало його цінність, якість. Недоліки такого наділу компенсувалися за рахунок сусіднього: земля була спільною і володілець сусідньої ділянки зобов’язаний був надавати воду чи пасовисько володільцю земельної ділянки, позбавленого зазначених зручностей, переваг. Проте з встановленням приватної власності на землю задовольняти потреби однієї ділянки за рахунок сусідньої стало значно важче, а інколи просто неможливо. Можна було домовитися з сусідом про надання можливості користуватися водою чи пасовиськом або будь-якими іншими вигодами, але договір у такому випадку не був надійним правовим засобом для задоволення потреб однієї ділянки за рахунок іншої, оскільки мав суворо особистий характер і міг зобов’язати лише осіб, які його уклали. При зміні власника сусідньої ділянки цей договір втрачав силу. Крім того, контрагент у договорі мав право в будь-який час односторонньо відмовитися від зобов’язання, від укладення договору на наступний строк.
Слід було знайти більш усталений засіб речового характеру. З цією метою римляни використовують давній досвід компенсації недоліків однієї земельної ділянки за рахунок сусідньої при общинній власності на землю. Вони встановлюють право власника земельної ділянки, позбавленої певних переваг, користуватися ними на сусідньому наділі незалежно від волі його власника. Таке право користування чужою землею в одному якомусь відношенні почали називати сервітутом, від лат. servire — служити. Пізніше такі права істотно поширились як засіб задоволення потреб.

## Емфітевзисісуперфіцій
Преторська практика створила нові форми права на чужі речі — емфітевзис і суперфіцій. Крім того, в цей період широкий розвиток дістало заставне право (право застави) — один з різновидів прав на чужі речі. Проте воно не є правом користування чужою річчю. Більш того, розвинуті форми застави взагалі не допускали права користування її предметом. Заставодержцю надавалося лише право певним чином розпорядитися предметом застави. Отже, право на чужу річ полягає не тільки в праві користування, айв праві розпорядження чужою річчю.
Права на чужі речі знаходяться в певній колізії з правом власності, яке вони обмежують в міру свого обсягу Якщо суб’єкт сервітутного права має право взяти 20 відер води в сусіда або випасати 20 голів худоби на його пасовиську, то право власності сусіда обмежується в такому ж самому обсязі При цьому сервітути користуються пріоритетом. Конкуруючи з правом власності, вони виявляються сильнішими Влас ник зобов’язаний уступити вимогам, що випливають з сервітуту або іншого права на чужі речі. З припиненням права на чужу річ право власності поновлюється в повному обсязі. Разом з тим право на чужу річ за обсягом не може зрівнятися з правом власності, навпаки, воно досить обмежене Проте це речове право на річ, а не право вимагати певної поведінки від власника цієї речі. Воно не залежало від волі власника предмета сервітута, який не міг його припинити або відмінити
Режим права на чужі речі був неоднаковим Ці права за обсягом і змістом істотно різнилися, хоча й мали багато спільного. Так, земельні сервітути мали багато спільного з емфітевзисом і суперфіцієм, але й істотно відрізнялися один від одного. Особисті сервітути практично були невідчужуваними, а інші речові права можна було відчужувати і передавати в спадщину. Помітні були відмінності і в обсязі прав Суб’єкт сервітуту мав право користуватися чужою землею в одному або кількох відносинах, а емфітекарій користувався земельним наділом в повному обсязі.